# Гунейське сільське поселення
Гуне́йське сільське поселення (рос. Гунэйское сельское поселение) — сільське поселення у складі Агінського району Забайкальського краю Росії.
Адміністративний центр та єдиний населений пункт — село Гуней.

## Населення
Населення сільського поселення становить 853 особи (2019; 1016 у 2010, 1122 у 2002).